# Чижувка (Хшановський повіт)
Чижувка (пол. Czyżówka) — село в Польщі, у гміні Тшебіня Хшановського повіту Малопольського воєводства.
Населення — 649 осіб (2011).

## Демографія
Демографічна структура станом на 31 березня 2011 року:
|          | Загалом | Допрацездатний вік | Працездатний вік | Постпрацездатний вік |
| -------- | ------- | ------------------ | ---------------- | -------------------- |
| Чоловіки | 329     | 55                 | 234              | 40                   |
| Жінки    | 320     | 37                 | 190              | 93                   |
| Разом    | 649     | 92                 | 424              | 133                  |